# Tihomir Novak
Tihomir Novak (Kutina, 24. listopada 1986.), hrvatski je igrač malog nogometa i standardni je član hrvatske malonogometne reprezentacije.

## Klupska karijera
Novak se nogometom počeo baviti u omladinskim kategorijama kutinske Moslavine, a osim za matični klub, nastupao je i za Libertas iz Novske te Metalac iz Međurića. Paralelno igra i mali nogomet, a nakon dobrih igara u dresu MNK Petrinjčica, u ljeto 2007. prelazi u HMNK Gospić. S Gospićanima u prvoj sezoni osvaja naslov prvaka Hrvatske, nakon čega klub seli u Zagreb i nastupa pod imenom Nacional. U dresu Nacionala Novak osvaja još jedno prvenstvo (2009./10.) i nastupa u UEFA-inom Futsal kupu, malonogometnoj inačici Lige prvaka. Uoči početka sezone 2011./12., potpisuje ugovor za MNK Brodosplit inženjering i novu momčad predvodi do još jednog naslova prvaka Hrvatske.
Nakon 5 godina izbivanja, u rujnu 2012., vraća se u MNK Petrinjčicu. U kolovozu 2013. godine Tihomir odlazi igrati profesionalno mali nogomet u Italiju,točije u klub Asti Calcio a 5 iz grada Astia.

## Reprezentativna karijera
U srpnju 2007. Novak debitira u dresu malonogometne reprezentacije Hrvatske i odmah postiže pobjednički zgoditak u prijateljskom susretu protiv Mađarske. Na Europskom futsal prvenstvu 2012., kojem je Hrvatska bila domaćin, nastupio je u svih pet susreta hrvatske reprezentacije i turnir okončao kao drugi najbolji asistent (3). S ukupno 21 postignutih golova Novak je treći najbolji strijelac u povijesti hrvatske malonogometne reprezentacije.

## Vanjske poveznice
- HNS - statistika